# Jōmō Shimbun
Jōmō Shimbun (jap. 上毛新聞, dt. „Zeitung Kōzuke“) ist eine japanische regionale Tageszeitung in der Präfektur Gunma.
Sie wurde im 1887 gegründet. Sie hat eine Auflage von 280.302 Exemplaren (Stand: 10. April 2021) bzw. nur in der Präfektur Gunma 41,9 % (= 309.046 Exemplare, Stand: Juli 2007) der Haushalte.